# Philadelphus pubescens
Philadelphus pubescens là một loài thực vật có hoa trong họ Tú cầu. Loài này được Loisel. miêu tả khoa học đầu tiên năm 1820.

## Hình ảnh

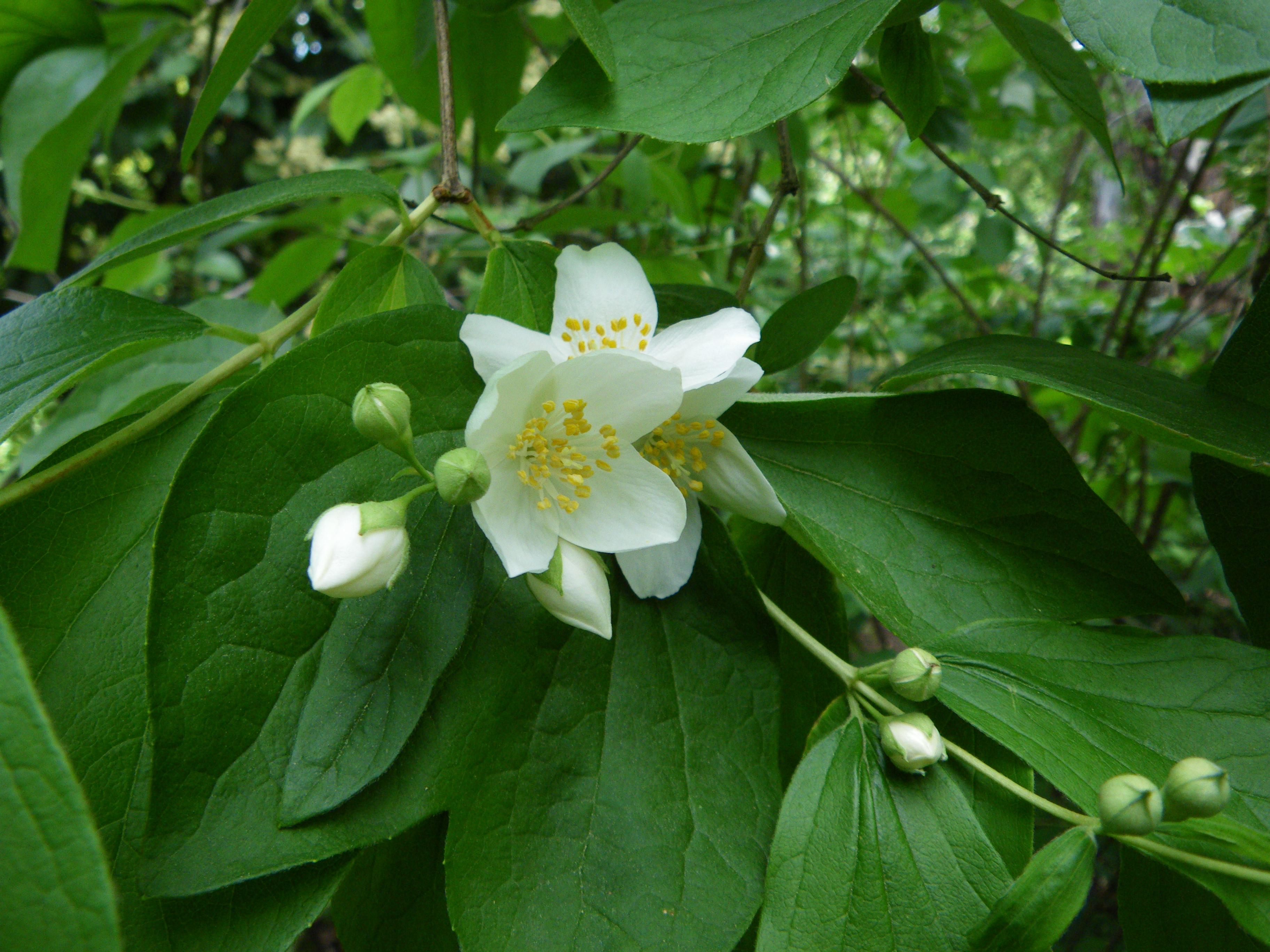